# Мезозойська ера
Мезозо́йська е́ра, мезозой (від грец. μεσο — «середній» і ζωον — «життя») — друга з трьох геологічних ер фанерозойського еону, що настала після палеозойської і змінилася кайнозойською ерою.

## Загальна інформація
Настала 251,902±0,024 млн років тому, тривала 186 млн років. Поділяється на три періоди: тріасовий (251,902±0,024 — 201,4±0,2 млн років тому), юрський (201,4±0,2 — ~145,0 млн р. тому) і крейдовий (~145,0—66,0 млн р. тому). Кожен з цих періодів відзначається своїми, властивими тільки йому фізико-географічними умовами, певним розподілом моря і суші, а в межах останньої — гірських хребтів і рівнин, специфічними краєвидами, складом органічного життя, проте зберігає загальні риси, характерні для мезозою в цілому. Наприкінці палеозойської ери завершуються великі горотворні рухи в земній корі, об'єднані під назвою герцинських. Вони зумовили різкі зміни фізико-географічних умов на Землі, і в зв'язку з цим, значні зміни в складі органічного світу.

## Фауна і флора
На початку мезозойської ери вимерло багато деревоподібних вищих спорових рослин, дуже поширених раніше, зникли амфібії-стегоцефали, не стало багатьох морських безхребетних — трилобітів, чотирипроменевих коралів, гоніатитів тощо. Натомість з'явилися голонасінні рослини: ґінкові, бенетити, саговникові, хвойні та ін.

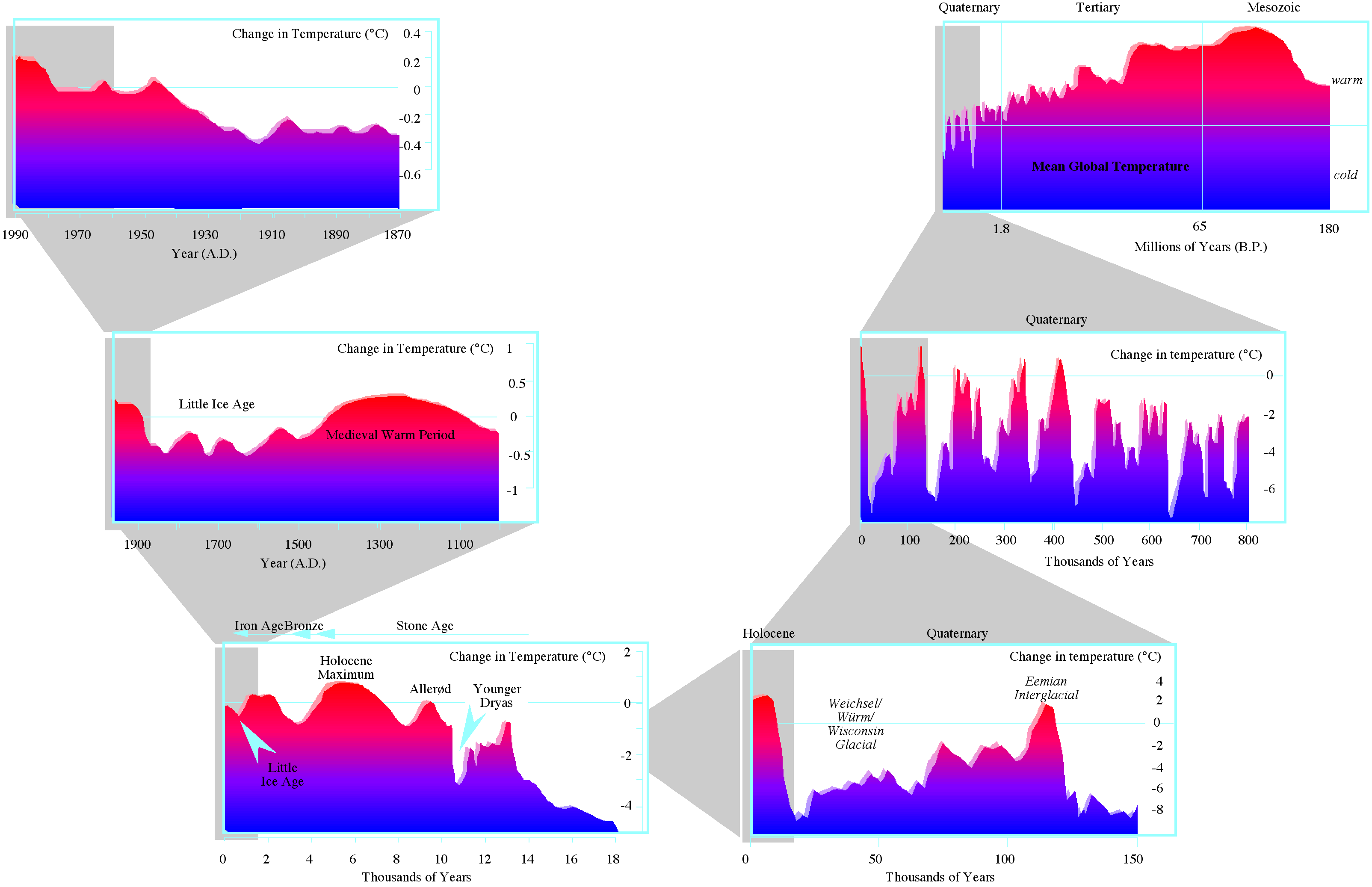
Коливання температури атмосфери Землі з мезозою до сьогодення

Наприкінці мезозою, у крейдовому періоді, з'явилися перші покритонасінні рослини — платани, лаври, магнолії, різні бобові тощо.
Серед безхребетних широкого розвитку набули молюски, в тому числі устриці, іноцерами, з-поміж головоногих — ператити[хто?], амоніти, белемніти та інші. Рослинність мезозойської ери характеризувалася розвитком голонасінних, зокрема папоротей, саговників, хвощів, хвойних, з'явились перші покритонасінні (магнолія, фікус, верба, клен та ін.). Серед тварин переважали плазуни, у морях — молюски, з'явились перші ссавці, першоптахи (археоптерикси).

## Океани і материки
На початку мезозойської існував надконтинент Пангея, що об'єднував майже весь суходіл. Невдовзі він розпався на два — Лавразію і Гондвану. Вони, в свою чергу, згодом розділилися на сучасні материки. Горотворчі рухи були пов'язані з кімерійською складчастістю та мезозойською складчастістю. У пізньокрейдову епоху відбулася одна з найбільших в історії Землі трансгресій. Тектонічні рухи, що посилились наприкінці крейдового періоду, зумовили альпійську складчастість.
|                                       |
| тріасовий період (237 млн років тому) |

|                |
| юрський період |

|                                      |
| крейдовий період (90 млн років тому) |

## Корисні копалини
До відкладів мезозою приурочена найбільша кількість світових запасів нафти і природного газу, дуже нерівномірно розподілених як територіально, так і за стратиграфічними комплексами. Бідніша за інші — тріасова система, але і до неї належать досить великі поклади в Сицилії, Східній Україні, Передкавказзі, на Мангишлаку і т. д. Головну роль в мезозойському комплексі відкладів відіграють юрські і крейдові товщі, що містять рідинні і газоподібні горючі корисні копалини практично на всіх континентах. В цих товщах знаходяться родовища Перської затоки, найбільшого нафтогазоносного басейну та ін. (Західно-Сибірська нафтогазоносна провінція, район Передкавказзя, західна і східна частини Середньої Азії).
На частку мезозою припадає близько 37% світових запасів вугілля. Основні скупчення мезозойського вугілля належать до відкладів юрської (16%) і крейдової (21%) систем. У північній півкулі, де зосереджені найбільші вугільні басейни цієї доби, вони розміщуються по обидва боки Тихого океану. У Північній Америці найважливіші родовища знаходяться у Скелястих горах і на схилах Кордильєр. Великими запасами виділяється буро-вугільний басейн на північному заході США і в сусідніх районах Канади (Альберта). Вугленосні товщі крейди поширені також на Алясці і островах Арктичного архіпелагу. Головна область мезозойського вугленакопичення — обширна північно-східна частина Азії. Вугленосні площі знаходяться в Росії, Монголії і Китаї.
За поширенням горючих сланців на першому місці серед порід мезозою стоїть юрська система, до якої відносять родовища Західного Сибіру та Волго-Уральської області (Росія), Великої Британії, ряду країн Африки і ін.
Родовища бокситів активно утворюються в 2-й половині мезозою, і особливо в крейді, що належить до числа найпродуктивніших систем фанерозою. Промислові родовища бокситів цієї доби є в Україні, Франції, Іспанії, Греції, балканських і інших країнах Середземномор'я. У кінці крейдового періоду почалося формування великих покладів бокситів у Північній Австралії, Індії, Екваторіальній Африці і Південній Америці, що тривало в палеогені. Така ж залежність від кліматичних умов виявляється в поширенні осадових залізних руд. Великі скупчення їх розташовані серед юрських і крейдових прибережно-морських відкладів. Важливе значення можуть мати також сидеритові руди, пов'язані з вугленосними товщами Сибіру і Китаю.
У лагунових відкладах верхнього тріасу і верхньої юри укладена величезна маса різних солей і гіпсу. Накопичення солей продовжувалося в ранній крейді.
Промислові скупчення фосфоритів приурочені переважно також до 2-ї половини мезозою. У самому кінці мезозою і на початку палеогену в Північній Африці утворився один з найбільших у світі фосфоритоносних регіонів — Аравійсько-Африканська фосфоритоносна провінція. Інтенсивний магматизм, що виявився у 2-й половині мезозою, спричинив утворення різноманітних рудних корисних копалин. Переважна частина пов'язаних з ним скупчень руд кольорових і рідкісних металів тяжіє до складчастого пояса, що оточував западину Тихого океану. У його східній гілці, що простяглася від Аляски до Чилі, зосереджена більшість мідно-порфірових родовищ. Вони відомі і на захід від Чукотки до Філіппін і Нової Гвінеї, що дало підставу називати Тихоокеанський пояс «Великим мідним кільцем». Тут же є родовища руд золота, срібла, свинцю, цинку, ртуті, а також олова. До раннього мезозою належать утворення великих родовища нікелевих руд, генетично пов'язаних з траповим комплексом Сибірської платформи. Велике значення мають родовища хромітів верхньої крейди, виявлених на Балканському півострові, в Туреччині, Японії, М'янмі, Центральній Америці і ряді інших країн.